# Polnische Meisterschaften im Naturbahnrodeln 2007
Die Polnischen Meisterschaften im Naturbahnrodeln 2007 fanden vom 8. bis 9. Dezember auf der 870 Meter langen Naturrodelbahn in Moos in Passeier in Südtirol (Italien) statt.

## Einsitzer Herren
| Rang | Name               | Klub                      | Jahrgang | Zeit        |
| ---- | ------------------ | ------------------------- | -------- | ----------- |
| 1    | Adam Jędrzejko     | KSS Beskidy Bielsko-Biała | 1987     | 58,59 s     |
| 2    | Damian Waniczek    | LKS Jastrząb Szczyrk      | 1981     | 59,22 s     |
| 3    | Andrzej Laszczak   | LKS Jastrząb Szczyrk      | 1976     | 1:02,00 min |
| 4    | Piotr Kobza        | KSS Beskidy Bielsko-Biała | 1988     | 1:03,34 min |
| 5    | Tobiasz Pieszko    | LKS Jastrząb Szczyrk      | 1986     | 1:03,40 min |
| 6    | Dawid Jachnicki    | KSS Beskidy Bielsko-Biała | 1991     | 1:03,66 min |
| 7    | Sławomir Jędrzejko | KSS Beskidy Bielsko-Biała | 1988     | 1:03,94 min |
| 8    | Damian Fender      | LKS Jastrząb Szczyrk      | 1991     | 1:05,69 min |
| 9    | Szymon Kubik       | UKS Sopotnia Mała         | 1989     | 1:08,84 min |

## Einsitzer Damen
| Rang | Name               | Klub                      | Jahrgang | Zeit        |
| ---- | ------------------ | ------------------------- | -------- | ----------- |
| 01   | Kinga Gawlas       | UKS Sopotnia Mała         | 1989     | 59,59 s     |
| 02   | Natalia Waniczek   | LKS Jastrząb Szczyrk      | 1991     | 1:03,30 min |
| 03   | Karolina Waniczek  | LKS Jastrząb Szczyrk      | 1983     | 1:03,55 min |
| 04   | Klaudia Chowaniec  | UKS Sopotnia Mała         | 1991     | 1:04,47 min |
| 05   | Aleksandra Szuler  | ULKS Łoś Gołdap           | 1990     | 1:07,32 min |
| 06   | Magdalena Krupa    | KSS Beskidy Bielsko-Biała | 1987     | 1:11,16 min |
| 07   | Dagmara Bednarczyk | KSS Beskidy Bielsko-Biała | 1993     | 1:13,58 min |
| 08   | Wioletta Ryś       | LKS Jastrząb Szczyrk      | 1992     | 1:15,98 min |
| 09   | Katarzyna Waligóra | UKS Sopotnia Mała         | 1989     | 1:18,53 min |
| 10   | Monika Mokry       | LKS Jastrząb Szczyrk      | 1992     | 1:33,70 min |
| DNF  | Sylwia Pastor      | UKS Sopotnia Mała         | 1993     | DNF         |

## Doppelsitzer
| Rang | Namen                            | Klub                                           | Jahrgang  | Zeit        |
| ---- | -------------------------------- | ---------------------------------------------- | --------- | ----------- |
| 1    | Andrzej Laszczak Damian Waniczek | LKS Jastrząb Szczyrk                           | 1976 1981 | 1:02,01 min |
| 2    | Piotr Kobza Adam Jędrzejko       | KSS Beskidy Bielsko-Biała                      | 1988 1987 | 1:08,76 min |
| 3    | Damian Fender Dawid Jachnicki    | LKS Jastrząb Szczyrk KSS Beskidy Bielsko-Biała | 1991      | 1:15,78 min |
| DNF  | Klaudia Chowaniec Szymon Kubik   | UKS Sopotnia Mała                              | 1991 1989 | DNF         |

## Mannschaft
| Rang | Namen                            | Klub                                           | Jahrgang  | Zeit        | Punkte |
| ---- | -------------------------------- | ---------------------------------------------- | --------- | ----------- | ------ |
| 1    | Kinga Gawlas                     | UKS Sopotnia Mała                              | 1989      | 59,59 s     | 88     |
| 1    | Adam Jędrzejko                   | KSS Beskidy Bielsko-Biała                      | 1987      | 58,59 s     | 88     |
| 1    | Adam Jędrzejko Piotr Kobza       | KSS Beskidy Bielsko-Biała                      | 1987 1988 | 1:08,76 min | 88     |
| 2    | Karolina Waniczek                | LKS Jastrząb Szczyrk                           | 1983      | 1:03,56 min | 85     |
| 2    | Damian Waniczek                  | LKS Jastrząb Szczyrk                           | 1981      | 59,10 s     | 85     |
| 2    | Andrzej Laszczak Damian Waniczek | LKS Jastrząb Szczyrk                           | 1976 1981 | 1:02,01 min | 85     |
| 3    | Magdalena Krupa                  | KSS Beskidy Bielsko-Biała                      | 1987      | 1:11,16 min | 75     |
| 3    | Sławomir Jędrzejko               | KSS Beskidy Bielsko-Biała                      | 1988      | 1:03,94 min | 75     |
| 3    | Dawid Jachnicki Damian Fender    | KSS Beskidy Bielsko-Biała LKS Jastrząb Szczyrk | 1991      | 1:15,78 min | 75     |
| 4    | Klaudia Chowaniec                | UKS Sopotnia Mała                              | 1991      | 1:04,47 min | 46     |
| 4    | Szymon Kubik                     | UKS Sopotnia Mała                              | 1989      | 1:08,84 min | 46     |
| 4    | Szymon Kubik Klaudia Chowaniec   | UKS Sopotnia Mała                              | 1989 1991 | DNF         | 46     |